# ツァリーヌ
ツァリーヌ (仏: Czarine) は、カクテルの一種。ウォッカベースにアプリコットのブランデーなどをあわせたショートドリンクである。名称は「ロシア女帝／皇后」を意味するツァリーナ（ツァーリの女性形）のフランス語読みをカナ表記したもの。英語圏では当然ながらこれを英語読みした Czarina で、発音は「ザリーナ」に近いものとなる。
制定当初のIBA公認カクテルリスト1961年版50選にその名を連ねていたが、その後の第1次増補改定による1987年版73選からは除外され今日に至っている。

## 標準的なレシピ
- ウォッカ - 1/2
- ドライ・ベルモット - 1/4
- アプリコット・ブランデー - 1/4
- アンゴスチュラ・ビターズ - 1ダッシュ

### 作り方
1. ステアする（稀にシェイクしてつくられることもある[1]）。
2. カクテルグラスに注ぐ。